# Schultesia guianensis
Schultesia guianensis är en gentianaväxtart som först beskrevs av Jean Baptiste Christophe Fusée Aublet, och fick sitt nu gällande namn av Gustaf Oskar Andersson Malme. Schultesia guianensis ingår i släktet Schultesia och familjen gentianaväxter. Utöver nominatformen finns också underarten S. g. latifolia.